# Rohozec (Boêmia Central)
Rohozec é uma comuna checa localizada na região da Boêmia Central, distrito de Kutná Hora.